# Pseudolimnophila (Pseudolimnophila) kambaitiae
Pseudolimnophila (Pseudolimnophila) kambaitiae is een tweevleugelige uit de familie steltmuggen (Limoniidae). De soort komt voor in het Oriëntaals gebied.